# 22-я армия (Япония)
22-я армия (яп. 第22軍) — воинское подразделение японской Императорской армии, краткое время действовавшее во время японо-китайской войны.
Сформирована 9 февраля 1940 года под командованием генерала Куно. Входила в состав Южно-Китайского фронта, несла гарнизонную службу в провинции Гуанси, где участвовала в боях, в частности в сражених в Южной Гуанси.
Во время вторжения во французский Индокитай генерал-лейтенант Seiichi Куно нарушил прямой приказ из Токио, заняв некоторые участки протектората Аннам. За неподчинение он был отстранён от командования, а 22-й армия расформирована 9 ноября 1940 года. Её войска были переданы другим фронтам.